# 1639 en santé et médecine
| Années de la santé et de la médecine : 1636 - 1637 - 1638 - 1639 - 1640 - 1641 - 1642    |
| Décennies de la santé et de la médecine : 1600 - 1610 - 1620 - 1630 - 1640 - 1650 - 1660 |

Cet article présente les faits marquants de l'année 1639 en santé et médecine.

## Événements

### Canada
- Six infirmières venues de France (trois Augustines et trois Ursulines) s’établissent à l’Hôtel-Dieu de Québec fondé par la duchesse d’Aiguillon. Elles assurent la gestion de l’hôpital, le financement et l’organisation du travail au chevet des malades[1].

### France
- 20 janvier : destruction de l'hôpital de Pontarlier par l'incendie du faubourg Saint-Pierre, lors du premier assaut des troupes de Saxe-Weimar (Guerre de Dix Ans)[2].
- Fondation de l'Hôpital d'Hospitalières de Saint Joseph de la Flèche à Baugé (Maine-et-Loire)[3].

## Naissances
- 12 avril : Martin Lister (mort en 1712), médecin et naturaliste britannique[4],[5].